# Koalicyjny Rząd Demokratycznej Kampuczy
Koalicyjny Rząd Demokratycznej Kampuczy – powstały w 1982 koalicyjny rząd przeciw Wietnamowi i prowietnamskim  władzom Ludowej Republiki Kampuczy. W jego skład wchodzili Czerwoni Khmerzy, prawicowi republikanie i monarchiści. Szefem rządu był książę Sihanouk. Pod kontrolą koalicyjnego rządu znalazły się jedynie skrawki dawnej Demokratycznej Kampuczy, mimo to był uznany przez USA, Chiny oraz większość państw niekomunistycznych. Rząd cieszył się protekcją Stanów Zjednoczonych, Tajlandii i Chin które na różne sposoby wspierały ugrupowanie wchodzące w jego skład. Rząd przestał funkcjonować na początku lat 90. wraz z traktatem pokojowym z prowietnamskim rządem i rozbiciem antyrządowej partyzantki.